# Ladislav Frej
Ladislav Frej (ur. 26 listopada 1941 w Brnie) – czeski aktor.
Polskim telewidzom znany przede wszystkim z serialu Szpital na peryferiach, w którym grał młodego dr. Karola Sovę, syna ordynatora Sovy seniora. Wystąpił także w kontynuacji serialu pt. Szpital na peryferiach po dwudziestu latach (2003).